# Loheria bracteata
Loheria bracteata är en viveväxtart som beskrevs av Elmer Drew Merrill. Loheria bracteata ingår i släktet Loheria och familjen viveväxter. Inga underarter finns listade i Catalogue of Life.